# Lupta de la Amzacea (1916)
Lupta de la Amzacea a fost o acțiune militară de nivel tactic, desfășurată pe Frontul Român, în timpul campaniei din anul 1916 a participării României la Primul Război Mondial. Ea s-a desfășurat în perioada 21 septembrie/4 octombrie 1916 și a avut ca rezultat retragerea forțelor Puterilor Centrale, în ea fiind angajate forțe aliate din Divizia 19 Infanterie și Divizia 1 Voluntari sârbă română și forțe ale Puterilor Centrale din Divizia 25 Infanterie turcă și Divizia Mixtă bulgară. A făcut parte din acțiunile militare care au avut loc în bătălia de pe aliniamentul Rasova-Cobadin-Tuzla.:p. 376

## Comandanți

### Comandanți români
- Colonel Constantin Scărișoreanu
- Colonel Stevan Hadžić

### Comandanți ai Puterilor Centrale
- Colonel Sucri Bey
- General Todor Kantardjiev